# Gent-Wevelgem 2008
Gent-Wevelgem 2008  fandt sted den 9. april. Løbet var som altid 210 km langt. 

## Resultat
|    | Navn               | Hold                         | Tid     | UCI ProTour- point |
| -- | ------------------ | ---------------------------- | ------- | ------------------ |
| 1  | Óscar Freire       | Rabobank                     | 5:01.35 | 40                 |
| 2  | Aurélien Clerc     | Bouygues Télécom             | s.t.    | 30                 |
| 3  | Wouter Weylandt    | Quick Step                   | s.t.    | 25                 |
| 4  | Erik Zabel         | Milram                       | s.t.    | 20                 |
| 5  | Kenny Dehaes       | Topsport Vlaanderen          | s.t.    | -                  |
| 6  | Luca Paolini       | Acqua & Sapone-Caffè Mokambo | s.t.    | -                  |
| 7  | José Joaquín Rojas | Caisse d'Epargne             | s.t.    | 7                  |
| 8  | Stuart O'Grady     | Team CSC                     | s.t.    | 5                  |
| 9  | Heinrich Haussler  | Gerolsteiner                 | s.t.    | 3                  |
| 10 | Roger Hammond      | Team High Road               | s.t.    | 1                  |